# إيرون ماكسي
إيرون ماكسي (بالإنجليزية: Erron Maxey)‏ مواليد 12 يونيو 1978 في لاك إلسينوري، هو لاعب كرة سلة أمريكي. بدأ مسيرته الاحترافية في سنة 2001. يحمل الرقم 6. يبلغ طوله 6 قدم 6 بوصة (2.0 م). لعب مع فيرو كاريل أويستي لكرة السلة وأسوسيان ديبورتيفا أتيناس.